# Amsterdamsche Football Club Ajax 1981-1982
Questa voce raccoglie le informazioni riguardanti l'Amsterdamsche Football Club Ajax nelle competizioni ufficiali della stagione 1981-1982.

## Stagione
In questa stagione entrano in squadra i giovani John van 't Schip e Marco van Basten, ma è sempre Wim Kieft il miglior marcatore, anche a livello continentale: conquista infatti la Scarpa d'oro 1982. In panchina c'è ora Kurt Linder, mentre da segnalare il ritorno in squadra di Johan Cruijff (dopo 8 anni tra Spagna e Stati Uniti), pur se ormai giunto quasi a fine carriera.
Grazie al double conquistato nella scorsa stagione dall'AZ'67, l'Ajax finalista nella precedente KNVB beker ottiene il diritto a partecipare alla Coppa delle Coppe, competizione nella quale viene subito eliminato dal Tottenham, subendo una doppia sconfitta con un complessivo 6-1. Altrettanto breve è il cammino nella KNVB beker, dalla quale viene eliminato agli ottavi dal DS '79, club militante in Eerste Divisie.
La stagione si conclude comunque con la conquista del ventesimo titolo in Eredivisie nella quale, come detto, Kieft è capocannoniere: il PSV secondo viene distanziato di cinque punti.

## Organigramma societario
Fonte
Area direttiva
- Presidente:  Ton Harmsen.

Area tecnica
- Allenatore:  Kurt Linder.
- Allenatore in seconda:  Bobby Haarms

## Rosa
Fonte
| N. |                        | Ruolo | Calciatore      |
| -- | ---------------------- | ----- | --------------- |
|    | Paesi Bassi (bandiera) | P     | Hans Galjé      |
|    | Paesi Bassi (bandiera) | P     | Piet Schrijvers |
|    | Paesi Bassi (bandiera) | P     | Sjaak Storm     |
|    | Paesi Bassi (bandiera) | D     | Peter Boeve     |
|    | Paesi Bassi (bandiera) | D     | Keje Molenaar   |
|    | Paesi Bassi (bandiera) | D     | Edo Ophof       |
|    | Paesi Bassi (bandiera) | D     | Frank Rijkaard  |
|    | Paesi Bassi (bandiera) | D     | Sonny Silooy    |
|    | Paesi Bassi (bandiera) | D     | Dennis van Wijk |
|    | Paesi Bassi (bandiera) | D     | Piet Wijnberg   |
|    | Paesi Bassi (bandiera) | C     | Johan Cruijff   |
|    | Paesi Bassi (bandiera) | C     | Wim Jansen      |
|    | Danimarca (bandiera)   | C     | Søren Lerby     |

| N. |                        | Ruolo | Calciatore         |
| -- | ---------------------- | ----- | ------------------ |
|    | Danimarca (bandiera)   | C     | Jesper Olsen       |
|    | Paesi Bassi (bandiera) | C     | Dick Schoenaker    |
|    | Paesi Bassi (bandiera) | C     | Rini van Roon      |
|    | Paesi Bassi (bandiera) | C     | Gerald Vanenburg   |
|    | Paesi Bassi (bandiera) | C     | Martin Wiggemansen |
|    | Danimarca (bandiera)   | C     | Sten Ziegler       |
|    | Paesi Bassi (bandiera) | C     | Kees Zwamborn      |
|    | Paesi Bassi (bandiera) | A     | Piet Hamberg       |
|    | Paesi Bassi (bandiera) | A     | Wim Kieft          |
|    | Paesi Bassi (bandiera) | A     | Tschen La Ling     |
|    | Paesi Bassi (bandiera) | A     | John van 't Schip  |
|    | Paesi Bassi (bandiera) | A     | Marco van Basten   |

## Statistiche

### Statistiche di squadra
| Competizione      | Punti | Totale | Totale | Totale | Totale | Totale | Totale |
| Competizione      | Punti | G      | V      | N      | P      | Gf     | Gs     |
| ----------------- | ----- | ------ | ------ | ------ | ------ | ------ | ------ |
| Eredivisie        | 56    | 34     | 26     | 4      | 4      | 117    | 42     |
| KNVB beker        | -     | 2      | 1      | 0      | 1      | 3      | 3      |
| Coppa delle Coppe | -     | 2      | 0      | 0      | 2      | 1      | 6      |
| Totale            |       | 38     | 27     | 4      | 7      | 121    | 51     |

### Statistiche individuali
- Capocannoniere della Eredivisie
  - Wim Kieft (32 gol)
- Scarpa d'oro 1982
  - Wim Kieft